# هاوارد کینزی
 هاوارد کینزی (انگلیسی: Howard Kinsey؛ زاده ۳ دسامبر ۱۸۹۹ درگذشته ۲۶ ژوئیهٔ ۱۹۶۶) یک تنیس‌باز اهل ایالات متحده آمریکا بود. 